# Червоная Орелька
Червоная Орелька (укр. Червона Орілька) — село,
Михайловский сельский совет,
Царичанский район,
Днепропетровская область,
Украина.
Код КОАТУУ — 1225683207. Население по переписи 2001 года составляло 56 человек .

## Географическое положение
Село Червоная Орелька находится на левом берегу реки Мокрая Заплавка, которая через 1,5 км впадает в реку Орель,
выше по течению на расстоянии в 3 км расположено село Михайловка,
на противоположном берегу — село Заорилье.
Реки в этом месте извилистые, образуют лиманы, старицы и заболоченные озёра.